# Bajany

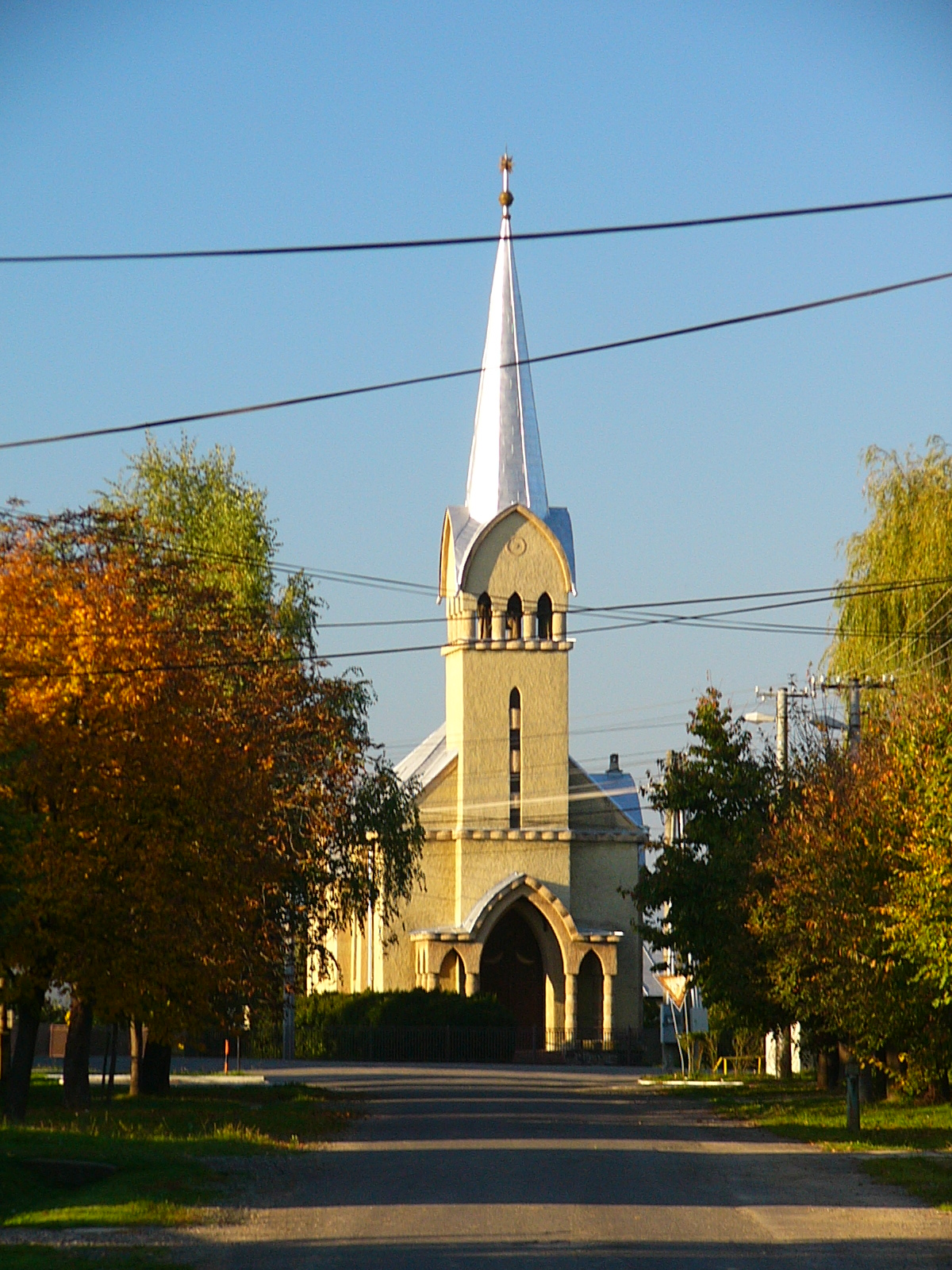
Bajany

Bajany (Hongaars: Bajánháza) is een Slowaakse gemeente in de regio Košice, en maakt deel uit van het district Michalovce.
Bajany telt 489 inwoners.